# Jonathan Zongo
Jonathan Sundy Zongo (ur. 6 kwietnia 1989 w Wagadugu) – burkiński piłkarz grający na pozycji prawego pomocnika. Od 2010 jest zawodnikiem klubu UD Almería.

## Kariera klubowa
Swoją karierę piłkarską Zongo rozpoczął w klubie US Wagadugu. W 2009 roku awansował do kadry pierwszego zespołu i w sezonie 2009/2010 zadebiutował w nim w burkińskiej Superdivision. W US Wagadugu grał przez rok.
Latem 2010 Zongo przeszedł do UD Almería. W sezonie 2010/2011 grał w rezerwach tego klubu w Segunda División B. W 2011 roku stał się członkiem pierwszego zespołu. Zadebiutował w nim 29 stycznia 2012 w wygranym 2:1 wyjazdowym meczu z Gimnàstikiem Tarragona. W sezonie 2012/2013 awansował z Almeríą z Segunda División do Primera División.
| Sezon   | Klub         | Kraj         | Rozgrywki          | Mecze | Bramki |
| ------- | ------------ | ------------ | ------------------ | ----- | ------ |
| 2009/10 | US Wagadugu  | Burkina Faso | Superdivision      | ?     | ?      |
| 2010/11 | UD Almería B | Hiszpania    | Segunda División B | 18    | 6      |
| 2011/12 | UD Almería   | Hiszpania    | Segunda División   | 14    | 2      |
| 2011/12 | UD Almería B | Hiszpania    | Segunda División B | 22    | 5      |
| 2012/13 | UD Almería   | Hiszpania    | Segunda División   | 25    | 1      |
| 2012/13 | UD Almería B | Hiszpania    | Segunda División B | 2     | 0      |
| 2013/14 | UD Almería   | Hiszpania    | Primera División   | 17    | 1      |
| 2013/14 | UD Almería B | Hiszpania    | Segunda División B | 10    | 0      |
| 2014/15 | UD Almería   | Hiszpania    | Primera División   | 27    | 2      |
| 2015/16 | UD Almería   | Hiszpania    | Primera División   | 12    | 0      |
| 2016/17 | UD Almería   | Hiszpania    | Segunda División   | 3     | 0      |

## Kariera reprezentacyjna
W reprezentacji Burkiny Faso Zongo zadebiutował 14 sierpnia 2013 roku w wygranym 2:1 towarzyskim meczu z Marokiem, rozegranym w Tangerze.